# Hydriomena mississippiensis
Hydriomena mississippiensis är en fjärilsart som beskrevs av Mcdunnough 1952. Hydriomena mississippiensis ingår i släktet Hydriomena och familjen mätare. Inga underarter finns listade i Catalogue of Life.